# Tahsin Tam
Tahsin Tam (* 15. September 1969 in Bursa) ist ein ehemaliger türkischer Fußballspieler und -trainer.

## Spielerkarriere
Tam begann mit dem Profifußball beim Zweitligisten İnegölspor. Nachdem er für diesen Klub zwei Spielzeiten aktiv gewesen war, wechselte er zur Saison 1991/92 innerhalb der 2. Futbol Ligi zu Bozüyükspor. Diesen Klub verließ er bereits nach einer Saison und heuerte stattdessen beim Drittligisten TKİ Tavşanlı Linyitspor an. Anschließend spielte er bis ins Jahr 2003 bei diversen Vereinen der unteren türkischen Profi- bzw. der oberen Amateurligen.

## Trainerkarriere
Tam begann im Anschluss an seine Spielerkarriere seine Trainerlaufbahn. Er arbeitete als erst Tätigkeit drei Jahre lang in der Nachwuchsabteilung von Bursaspor und übernahm anschließend im Sommer 2006 die Reservemannschaft des Vereins, die Bursaspor A2-Mannschaft. 2007 wurde er beim Viertligisten Bursa Merinosspor als Cheftrainer vorgestellt und arbeitete das erste Mal in seiner Trainerkarriere als Cheftrainer einer Profimannschaft. Im März 2008 verließ er diesen Klub und arbeitete ab dem nächsten Sommer wieder als Cheftrainer der Bursaspor A2-Mannschaft. Im Februar 2010 verließ er Bursaspor.
Zur neuen Saison übernahm er beim Erstligisten Gaziantepspor das Amt des Co-Trainers und assistierte fortan dem Cheftrainer Tolunay Kafkas. Nachdem Tam drei Jahre in diesem Amt tätig gewesen war, übernahm er im Sommer 2013 die Reservemannschaft des Vereins. Ende März 2014 übernahm er die Profimannschaft des Vereins und folgte damit dem zurückgetretenen Sergen Yalçın. Am Saisonende wurde er durch Okan Buruk ersetzt.